# San Paolo alla Regola
San Paolo alla Regola ou Igreja de São Paulo em Regola é uma igreja titular de Roma, Itália, localizada no rione Regola, na Piazza di San Paolo. É dedicada a São Paulo.
O cardeal-diácono protetor da diaconia de São Paulo em Regola é arcipreste-emérito da Basílica de São Paulo Extramuros Francesco Monterisi. Está hoje aos cuidados da Ordem Terceira Regular de São Francisco
É uma igreja subsidiária da paróquia de Santi Biagio e Carlo ai Catinari.

## História
Trata-se de uma igreja muito antiga, cujas origens remontam, segundo uma antiga tradição, ao início das pregações de Paulo em Roma, pois está localizada onde antigamente ficava o quarteirão judaico da cidade, o local geralmente escolhido pelos apóstolos para começar sua pregação.
Escavações efetuadas entre 1978 e 1982, revelaram ruínas estratificadas que atestam a existência de quatro planos distintos de construção, com usos que variaram com o tempo, numa via cujo traçado ainda se percebe hoje. A utilização original deste local, no final da época de Augusto, era a armazenagem de itens relacionados à vida no Tibre, como redes e velas, manufaturas típicas dos judeus que moravam no local e das quais Paulo era conhecedor.
A memória da presença de Paulo, que veio a Roma para apelar diretamente ao julgamento do césar, como era seu direito por ser cidadão romano, depois de ser preso em Jerusalém foi conservado transformando em oratório e depois, por ordem do papa São Silvestre I, em igreja, no século IV, o local no qual ele teria, segundo a tradição, escrito algumas de suas mais famosas epístolas: Colossenses, Filêmon, Efésios, Filipenses.
No interior da igreja está indicado ainda hoje o local onde teria vivido o apóstolo, transformado em capela. Esta tradição conflita com outra similar, observada em Santa Maria in Via Lata.
Esta igreja, já atestada no século XIII]], foi reconstruída por Giovanni Battista Borgognone no final do século XVII. Seu altar-mor conserva uma lápide de 1096 que ficava numa igreja antiga, dedicada a São Cesário, construída ao lado do oratório e depois demolida para dar espaço para a nova igreja de San Paolo alla Regola, e o afresco do século XIV, de uma Virgem do Leite, conhecida como "Madonna delle Grazie" ("Nossa Senhora das Graças").
O interior apresenta uma planta em cruz grega encimada por uma cúpula, com quatro capelas nos ângulos com cúpulas menores. Anexo à igreja está o Oratório de São Tiago, sede da Universidade dos Cappellari.
O antigo convento, hoje sede de uma comunidade da Sodalitium Christianae Vitae, é o que restou do Collegium Siculum Divi Paoli Apostoli Tertii Ordinis S. Francisci, noviciado romano da Ordem Terceira Regular de São Francisco. Foi construído entre 1740 e 1750 pelos agostinianos descalços.

## Galeria

Imagens da igreja
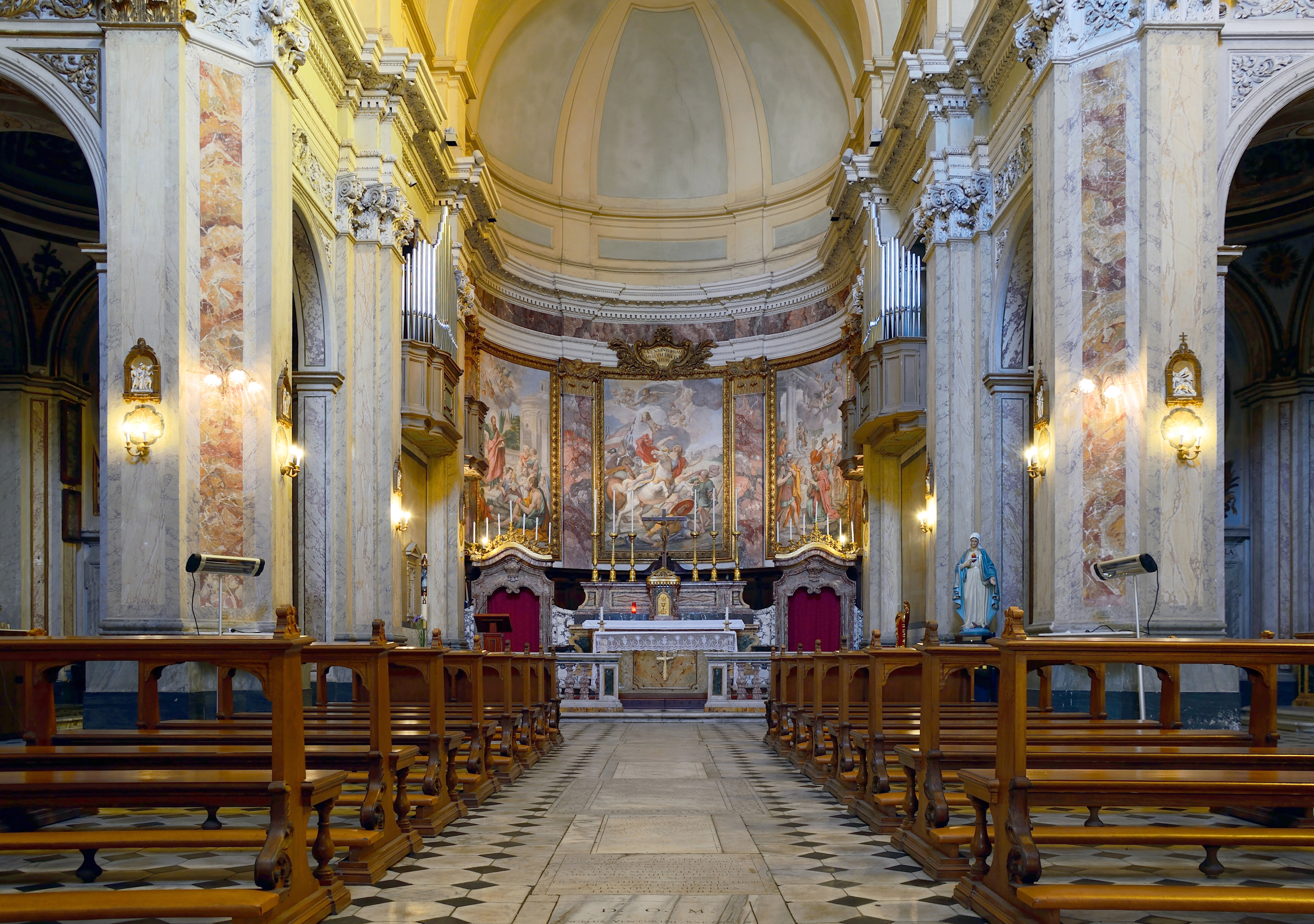
Vista do interior.
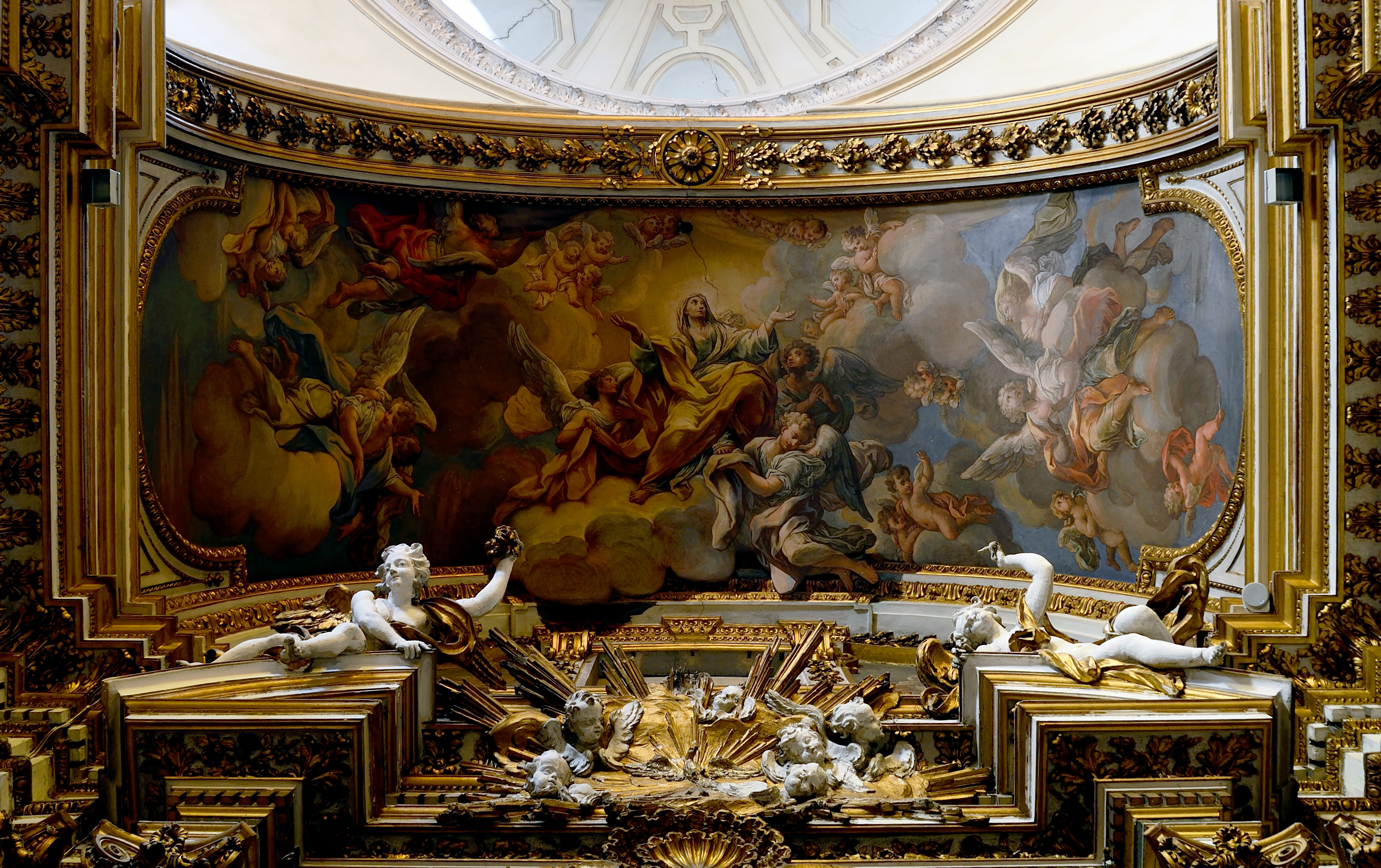
Cúpula da Capela de Santa Ana.
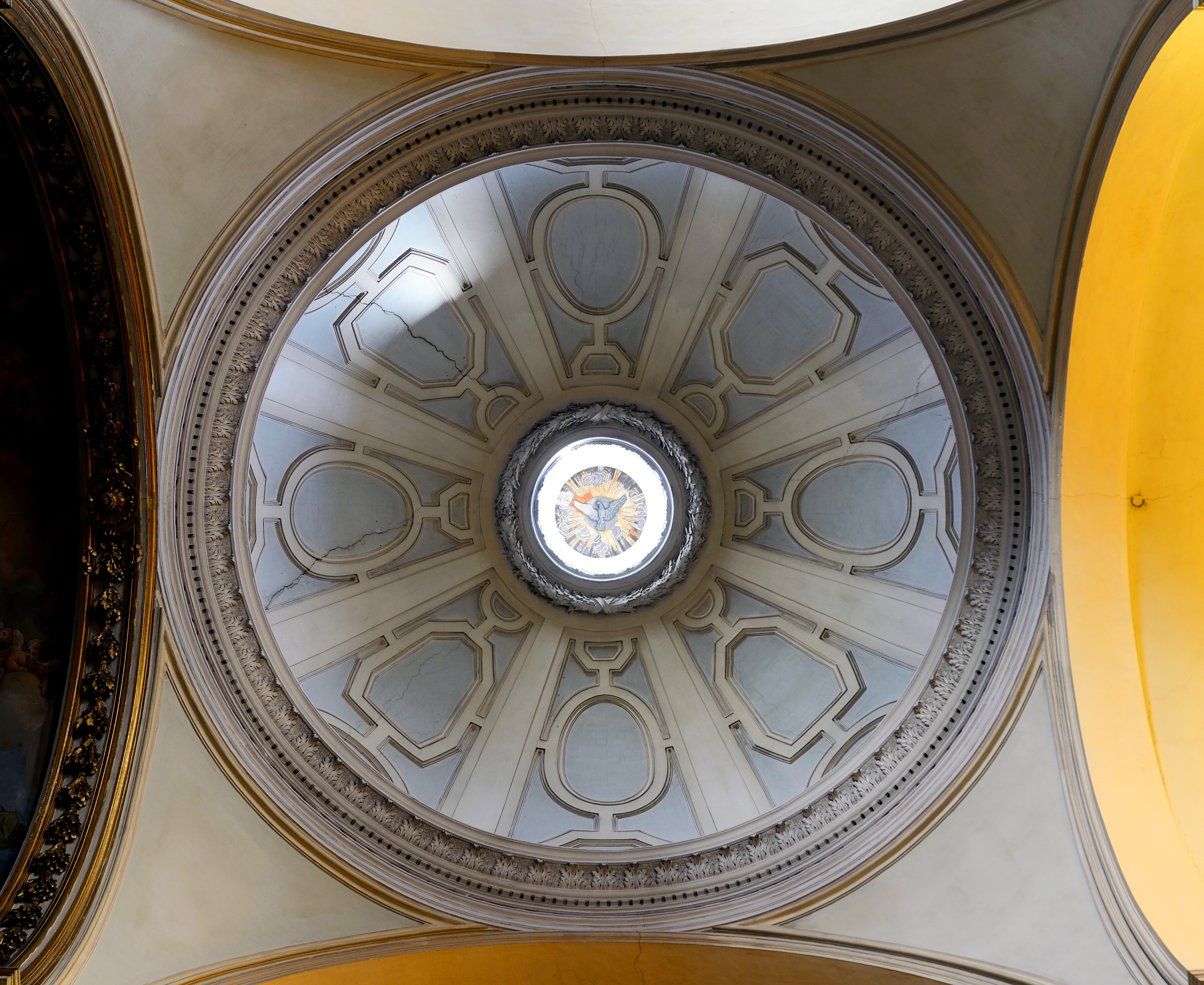
Interior da cúpula.
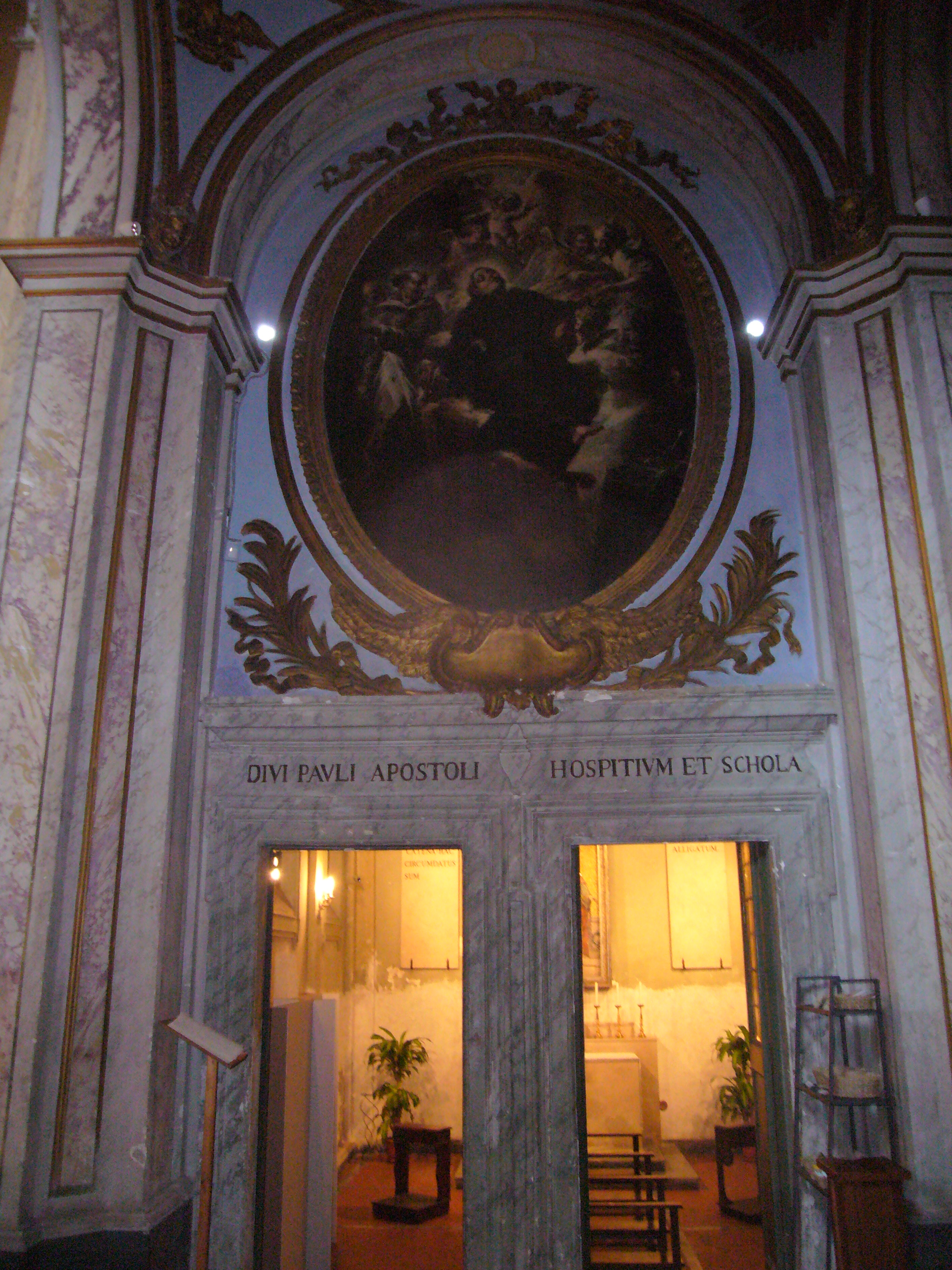
A capela construída sobre a suposta sala de São Paulo.